# Црква Светих Петра и Павла, Санкт Петербург
Црква Светих Петра и Павла (рус. Петропавловский собор) је руска православна црква која се налази унутар тврђаве Петра и Павла у Санкт Петербургу у Русији. То је прва и најстарија знаменитост у Санкт Петербургу, изграђена између 1712. и 1733. године на Зечјем острву на реци Неви. И црква и тврђава су првобитно изграђени под Петром Великим, а пројектовао их је Доменико Трецини. Звоник цркве је највиши православни звоник на свету. Пошто звоник није самосталан, већ је саставни део главне зграде, катедрала се понекад сматра највишом православном црквом на свету. Постоји још једна црква Светих Петра и Павла у Санкт Петербургу, која се налази у Петерхофу.

## Архитектура
Садашњу зграду, прву камену цркву у Санкт Петербургу, пројектовао је Трецини, а изграђена је између 1712. и 1733. године. Његов златно обојени торањ достиже висину од 123 m (404 ft) и на врху има анђела који држи крст. Овај анђео је један од најважнијих симбола Санкт Петербурга.
Архитектура цркве такође има јединствен иконостас. У православној цркви иконостас је обично равни зид или параван са троје врата, централна, Царске двери, која се користе само за врло свечане улазе и двострана врата, кроз која свештенство и други улазе и излазе из светилишта. Међутим, код цркве Светих Петра и Павла иконостас се уздиже и формира неку врсту куле над светилиштем.
Црква има типични фландријски кариљон, поклон фландријског града Мехелена из Фландрије.

## Црквене функције
Саборна црква је посвећена Светим Петру и Павлу, свецима заштитницима тврђаве (Свети Петар је светац заштитник града). Садашња црква је друга на том месту. Прву, саграђену убрзо после Петровог оснивања града, осветио је архиепископ Великог Новгорода у априлу 1704. године.
Црква је била саборна црква (тј. седиште епископа; термин саборна црква - синод (собор на руском) - може значити седиште епископа, али може значити и једноставно велику или важну цркву) града, до 1859 (када је црква Светог Исака постала градска саборна црква). Садашња саборна црква Санкт Петербурга је Казанска катедрала на Невском Проспекту.
Црква је затворена 1919. године, а 1924. претворена у музеј. И даље је званично музеј; верске службе су, међутим, настављене 2000. године.

## Царске гробнице
У катедрали се налазе остаци готово свих руских царева и царица од Петра Великог до Николаја II и његове породице, који су коначно положени у јулу 1998. Међу овде сахрањеним царевима и царицама била је и Катарина Велика, царица Русије током 34 године.
Од пост-петринских владара, овде нису сахрањени само Петар II и Иван VI. Петар II је сахрањен у катедрали Михаила Архангела у Московском кремљу; Иван VI је погубљен и сахрањен у тврђави Орешек или Холмогорију (наводно откриће у Холмогорију 2010. године, тренутно под форензичком истрагом).
Дана 28. септембра 2006. године, 78 година након смрти, Марија Фјодоровна, царица Русије, враћена је у катедралу Светих Петра и Павла. Супруга цара Александра III и мајка Николаја II  (последњег руског цара), Марија Фјодоровна умрла је 13. октобра 1928. године у изгнанству у родној Данској и сахрањена у катедрали Роскилде у Данској. 2005. године владе Данске и Русије договориле су се да царичини посмртни остаци буду враћени у Санкт Петербург у складу са њеном жељом да буде покопана поред њеног мужа.

## Звоник
Звоник (са шиљком) је доминантна карактеристика ове катедрале и тврђаве. Има неколико функција као део структуре:
- То је архитектонски симбол, важан део тврђаве Петра и Павла (Петропавловска тврђава).
- То је део царске гробнице - гробнице су у приземљу.
- То је громобран који штити катедралу.
- То је видиковац за посете сваког сата од 12:00 до 18:00.
- У њему се налази кариљион на коме се периодично изводе концерти.

Када су обновитељи чистили анђела на шиљку 1997. године, пронашли су белешку у боци која је остала у једном набору анђеоске хаљине. У белешци, обновитељи из 1953. су се извинили због тога што су сматрали да је посао обављен лоше и на брзину (совјетски премијер Никита Хрушчов желео је да анђео буде обновљен за 250. годишњицу града те године). Каже се да су обновитељи 1997. оставили још једну поруку за будуће генерације, али садржај те поруке није откривен.

### Историја кариљона
Када је цар Петар I Русије посетио Холандију 1698, чуо је савршено подешене Хемонијеве кариљоне у Амстердаму и Лајдену који звони свих 24 сата на дан, и сваких четврт сата. Касније 1717. посетио је Фландрију инкогнито и попео се на торањ катедрале Наше Госпе у Антверпену, где је сигурно чуо један од два Хемони кариљона у једној од кула ове катедрале. Био је импресиониран звуком кариљона и пожелео је овакав за своју нову катедралу у Санкт Петербургу. Тако га је наручио 1720. године из Холандије. Људи у Санкт Петербургу могли су само кратко време да слушају овај добро подешени инструмент. 1756. кула је изгорела након удара грома. Сва његова звона су уништена.
Године 1757, само годину дана након ове катастрофе, наручен је нови кариљон из Холандије - овога пута од стране израђивача звона у Хорну по имену Јохан Николас Дерк. Излио је звона, а часовничар Баренд Орткрас из Хага донео их је у Санкт Петербург да их постави. Када је стигао, кула још није била обновљена, тако да није могао поново да инсталира звона. Орткрас је остао у Санкт Петербургу, али је 1764. умро у сиромаштву пре него што је торањ завршен. Овај нови кариљон је 1776. године инсталирао немачки часовничар Јохан Ердман Рудигер. Рудигер је такође ангажован да подеси звона. Израђивач звона Дерк није могао добро да подеси своја звона, па су руски мајстори звона поново излили нека звона у 19. веку. Ни ово није успело. Тако је 2001. године направљен нови сет од 51 звона на југу Холандије. Звона су изливена и кариљон је инсталирала Краљевска ливничка радионица Petit & Fritsen из Aarle-Rixtel-а у Северном Брабанту. Кариљон се састоји од 51 звона бруто тежине 15.160 kg (33.420 lb); највеће звоно тежи око 3 тоне (3.0 дуги тонови; 3.3 кратки тонови), а најмање само 10 kg (22 lb). Кариљон има распон од четири октаве, тако да се већина класичне и модерне музике може изводити на овом инструменту.
Кариљон је поклон Санкт Петербургу од владе Фландрије и од више од 350 спонзора из различитих земаља. Прилог је представљен у име њеног величанства белгијске краљице Фабиоле, фонда белгијског краља, владе Фландрије, власти различитих фландријских градова и заједница, укључујући предузећа, и финансијске институције, културне заједнице, школе и универзитете, а такође и обичне држављане Белгије, Русије, Енглеске, Немачке, Литваније, Холандије, Новог Зеланда, Португалије, САД и Јапана.

## Галерија
- Стара разгледница
- Поглед преко Неве
- Горњи део иконостаса
- Царске двери и доњи део иконостаса
- Врх
- Мозаик плафон и лустер
- Прозор од витража
- Шема царских гробова
- Црква Светих Петра и Павла, Санкт Петербург.